# Wiesław Jasiobędzki
Wiesław Jasiobędzki (ur. 7 czerwca 1928 w Warszawie, zm. 1 sierpnia 2004 tamże) – polski chemik, prof. dr. inż. Politechniki Warszawskiej.

## Życiorys

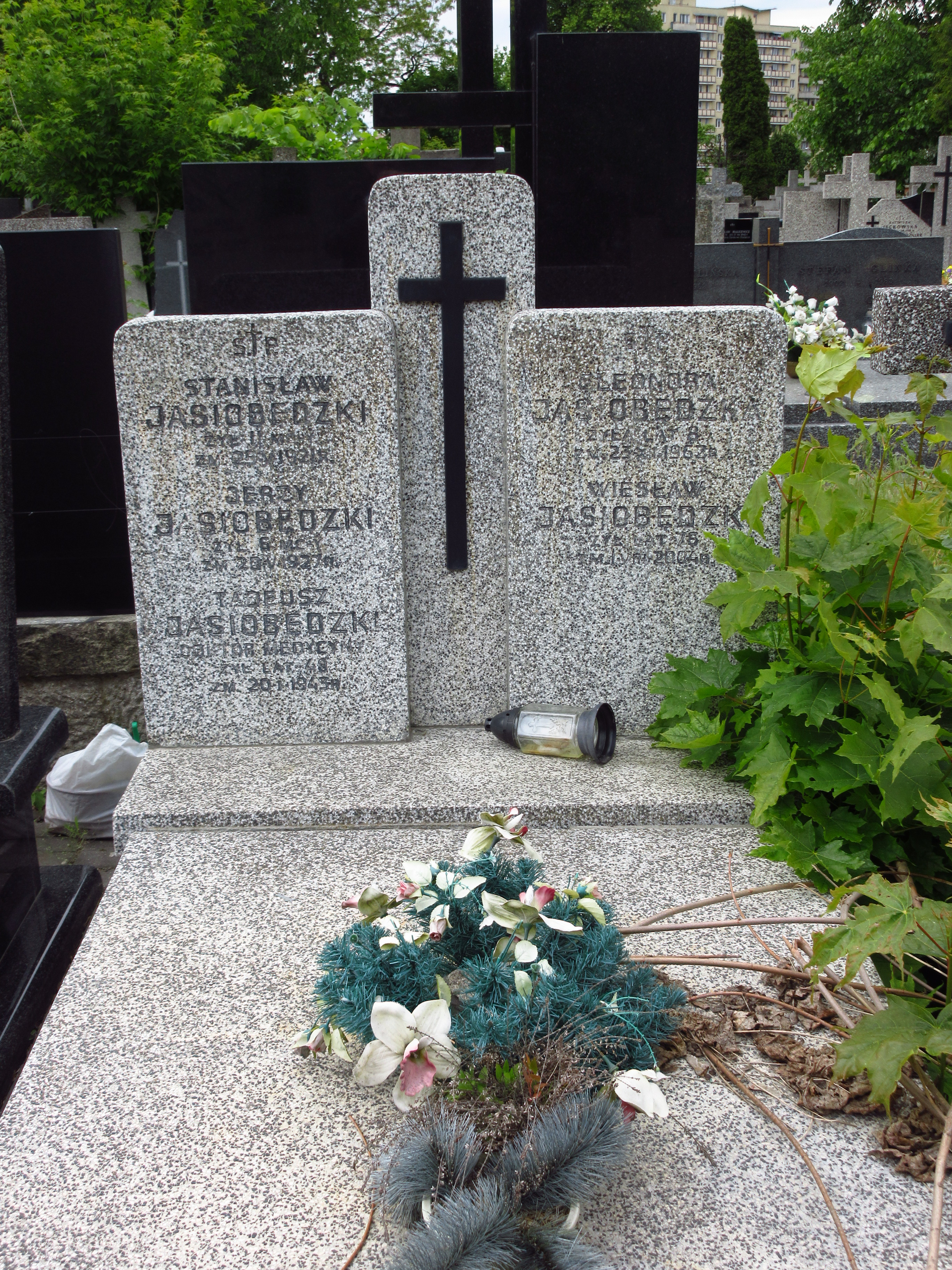
Grób profesora Wiesława Jasiobędzkiego na cmentarzu Bródnowskim

Podczas powstania warszawskiego walczył jako starszy strzelec na terenie południowego Śródmieścia (ps. Dryblas), ranny 14 września 1944 dostał się do niewoli.
W 1947 ukończył Państwowe Gimnazjum i Liceum im. Stefana Batorego w Warszawie. Studiował na Wydziale Chemii Politechniki Warszawskiej, pracę magisterską obronił w 1951. Promotorem jego pracy doktoranckiej obronionej w 1963 była prof. Wanda Polaczkowa. Był pracownikiem naukowym w Laboratorium Procesów Technologicznych, a także dziekanem (od 1982) i prodziekanem Wydziału Chemii Politechniki Warszawskiej. Mimo że należał do PZPR, był przeciwny wielu działaniom tej partii i był pozytywnie oceniany przez współpracowników.
Był współwynalazcą:
- sposobu wytwarzania tioamidu kwasu 2-etyloizonikotynowego (1960)[5]
- metody zwilżania nitrocelulozowych prochów strzelniczych (1986)[6]
- sposobu stabilizowania roztworów nitrocelulozy (1986)[7]
- uzyskania pochodnych 1,1-diokso-2-(difenylometyleno)-3-chloro-2,5-dihydrotiofenu (1995)[8]

Zmarł 1 sierpnia 2004 i został pochowany na cmentarzu Bródnowskim (kw. 82C-1-11).